# Lard
Lard — американський хардкорний та індастріал-гурт, заснований у 1988 році Джелло Біафрою (вокал), Елом Йорґенсеном (Al Jourgensen, гітара), Полом Баркером (Paul Barker, бас-гітара) та Джефом Вердом (Jeff Ward, ударні).

## Дискографія
- The Power of Lard — (12"/CD/Cass EP) 1989 — Alternative Tentacles • (12" EP) 1989 — Fringe Product
- I Am Your Clock — (12" EP) 1990 — Alternative Tentacles
- The Last Temptation of Reid — (LP/CD/Cass Album) 1990 — Alternative Tentacles
- Pure Chewing Satisfaction — (LP/CD/Cass Album) 1997 — Alternative Tentacles
- 70's Rock Must Die — (12"/CD EP) 2000 — Alternative Tentacles